# Itiúba
Itiúba is een gemeente in de Braziliaanse deelstaat Bahia. De gemeente telt 36.996 inwoners (schatting 2009).

## Aangrenzende gemeenten
De gemeente grenst aan Andorinha, Cansanção, Filadélfia, Monte Santo, Ponto Novo, Queimadas en Senhor do Bonfim.